# Slamarstvo
Slamarstvo je vid likovne umetnosti gde se umetnički predmeti rade od slame. Slamarstvo je najrazvijenije u Subotici i okolini gde radi najveći broj umetnika iz ove oblasti.
Posle žetve žita izdvajaju se neoštećeni komadići slame koji se potom presuju. Slikanje se izvodi lepljenjem unapred isečenih komadića slame na najčešće ravnu podlogu. Na ovaj način se dobijaju slike, čestitke, abažuri i sl.
Na severu Vojvodine se slavi žetva posebnom svečanošću – Dužijancom, gde se u slavu uspešno završene žetve izlažu različiti predmeti od slame, pa i slike izrađene na ovaj način.